# Томас Савойский-Генуэзский
То́мас Саво́йский-Генуэ́зский (итал. Tommaso di Savoia-Genova), или То́мас Альбе́рт Ви́ктор Саво́йский-Генуэ́зский (итал. Tommaso Alberto Vittorio di Savoia-Genova; 6 февраля 1854, Турин, Сардинское королевство — 15 апреля 1931, Турин, королевство Италия) — итальянский адмирал с 1893 года, представитель Генуэзской ветви Савойского дома; принц Савойский, 2-й герцог Генуи с 1855 по 1931 год. Местоблюститель престола королевства Италия с 1915 по 1919 год. Сенатор королевства Италия с 1875 по 1931 год.

## Биография

### Ранние годы
Родился 6 февраля 1854 года во дворце Кьяблезе в Турине. Он был единственным сыном и вторым ребёнком в семье принца Фердинанда Марии Альберта Савойского, 1-го герцога Генуэзского, генерала и сенатора Сардинского королевства и принцессы Марии Елизаветы Саксонской, дочери Иоганна I, короля Саксонии. Принц был младшим братом принцессы Маргариты Марии Терезы, будущей первой королевы объединённой Италии. Когда ему был год, умер его отец. Он унаследовал титул и стал 2-м герцогом Генуэзским. Опекуном детей покойного младшего брата стал Виктор Эммануил II, король Сардинии и будущий первый король объединённой Италии.
Принц учился в школе Харроу в Лондоне. Активно занимался спортом. Завершив образование, по семейной традиции, поступил на военную службу на флот. С 31 марта 1879 по 20 сентября 1881 года, сначала в звании капитана 2-го ранга, затем капитана 1-го ранга, командуя корветом «Веттор Пизани», совершил кругосветное путешествие. Проводившиеся им во время этого путешествия исследования, принц изложил в научном докладе, который представил министру военно-морского флота Итальянского королевства.

### Семья
Во дворце Нимфенбург в Мюнхене 14 апреля 1883 года принц Томас Альберт Виктор Савойский, 2-й герцог Генуэзский сочетался браком с принцессой Изабеллой Марией Елизаветой Баварской (31.08.1863 — 26.02.1924) из дома Виттельсбахов, дочерью принца Адальберта Баварского и инфанты Амелии Филиппины Испанской. В браке родились четыре сына и три дочери:
- Фердинанд Гумберт Филипп Адальберт (21.04.1884 — 24.06.1963), принц Савойский, князь Удине (титул учтивости) с 1884 по 1931 год, 3-й герцог Генуи с 1931 года, адмирал, сенатор королевства Италия с 1905 по 1946 год; 28 февраля 1938 года в Турине сочетался браком с Марией Луизой Алльягой Гандольфи (11.10.1899 — 19.07.1986), дочерью Карло Гандольфи, графа Рикальдоне, Боргетто, Монтегроссо и Порназио;
- Филиберт Людовик Максимилиан Эммануил Мария (10.03.1895 — 7.09.1990), принц Савойский, герцог Пистои (личный титул) с 1904 по 1963 год, 4-й герцог Генуи с 1963 года, генерал-майор, сенатор королевства Италия с 1916 по 1946 год; 30 апреля 1928 года в Турине сочетался браком с Лидией фон Аренберг (1.04.1905 — 23.07.1977), дочерью Энгельберта Марии, 9-го герцога фон Аренберг, 15-го герцога фон Эршот и Крой, 4-го герцога фон Меппен, 4-го принца фон Реклингхаузен и графа фон Марк;
- Мария Бона Маргарита Альбертина (1.08.1896 — 2.02.1971), принцесса Савойская, принцесса Генуэзская; 8 января 1921 года в замке Алье сочеталась браком с принцем Конрадом Баварским (22.11.1883 — 6.09.1969);
- Адальберт Луитпольд Елена Иосиф Мария (19.03.1898 — 15.12.1982), принц Савойский, герцог Бергамо (личный титул) с 1904 по 1982 год, генерал-майор, сенатор королевства Италия с 1919 по 1946 год;
- Мария Аделаида Виктория Амелия (25.04.1904 — 8.02.1979), принцесса Савойская, принцесса Генуэзская; 15 июля 1935 года в Сан-Россоре сочеталась браком с доном Леоне Массимо (25.01.1896 — 4.05.1979), 5-м князем Арсоли;
- Евгений Альфонс Карл Мария Иосиф (13.03.1906 — 12.08.1996), принц Савойский, герцог Анконы (личный титул) с 1906 по 1990 год, 5-й герцог Генуи с 1990 года, адмирал, сенатор королевства Италия с 1927 по 1946 год; 29 октября 1938 года во дворце Нимфенбург в Мюнхене сочетался браком с принцессой Лючией Марией Раньерой Бурбон-Сицилийской (9.07.1908 — 3.11.2001), дочерью принца Фердинанда Пия Бурбон-Сицилийского, герцога Калабрии, претендента на трон королевства Обеих Сицилий[2].

### Поздние годы
В 1915 году, после вступления Итальянского королевства в Первую мировую войну, король Виктор Эммануил III принял решение переехать из Рима на фронт в ставку главнокомандующего, назначил своего дядю, герцога Генуэзского, местоблюстителем престола. Это почётное звание не наделяло его носителя властными полномочиями. Тем не менее, на всех королевских указах военного периода, вместо подписи короля, стояла подпись местоблюстителя. Он также руководил ликвидацией последствий сильного землетрясения в центральной Италии, произошедшего 13 января 1915 года.
Принц Томас Альберт Виктор Савойский, 2-й герцог Генуэзский умер в Турине 15 апреля 1931 года. Его похоронили в фамильном склепе Савойской династии в базилике Суперга.